# Histoire de la société britannique
 (juin 2016).
 (juin 2016).
Si vous disposez d'ouvrages ou d'articles de référence ou si vous connaissez des sites web de qualité traitant du thème abordé ici, merci de compléter l'article en donnant les références utiles à sa vérifiabilité et en les liant à la section « Notes et références ».
L’histoire de la société britannique étudie les changements ayant eu lieu dans la société britannique. Ces changements ont affecté les îles Britanniques à l’intérieur comme à l’extérieur.

## Préhistoire
Le passé lointain ne nous renseigne guère sur les structures sociales, mais des changements majeurs dans le comportement humain sont le signe d'un changement majeur de la société. Comme pour le reste de l'Europe, la transition entre le mode de vie chasseur-cueilleur et celui de l'agriculture s'est fait aux environs du IVe millénaire av. J.-C., ce qui a forcément modifié certains aspects de vie.

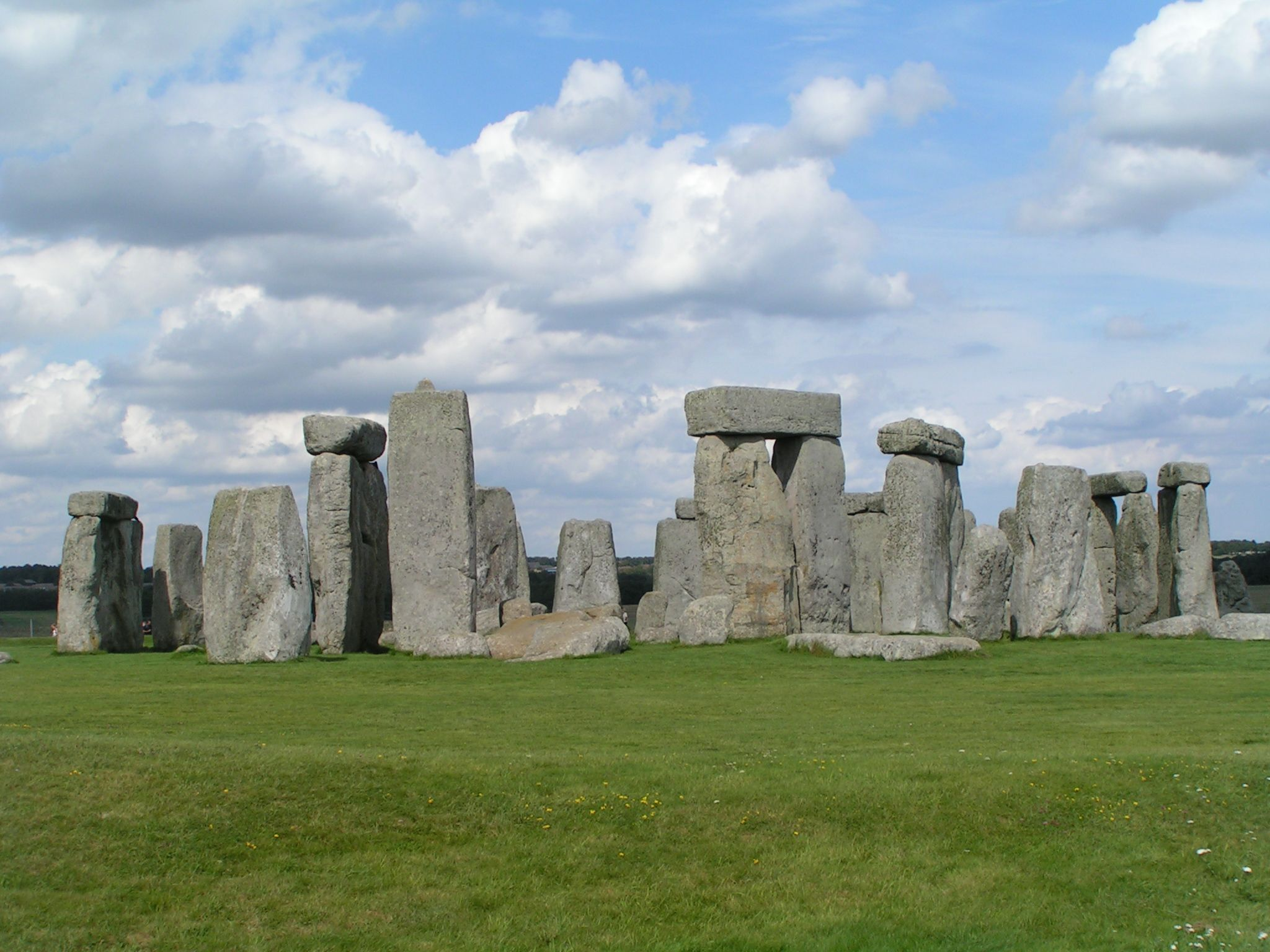
Stonehenge : Les monuments préhistoriques nécessitent une organisation sociale sophistiquée.

La connaissance des changements exacts reste partielle. Néanmoins, des fouilles de structures d'habitation permanente datant du IIIe millénaire av. J.-C. montrent une transformation graduelle de la structure sociale. Un des témoins du changement de la société préhistorique est Stonehenge. La construction de ces cercles de pierres, sépultures et monuments à travers les Îles Britanniques semble avoir requis l'usage de la division du travail. Pour acquérir les compétences nécessaires à la construction des monuments, les constructeurs se spécialisent dans une tâche particulière. Ces hommes n'ont par conséquent pas de temps d'aller à la chasse ou de cultiver la terre, il faut donc une agriculture spécialisée qui sert à nourrir non seulement les laboureurs des champs, mais également les constructeurs des monuments[réf. nécessaire].
Nos connaissances de la société préhistorique proviennent d'une part des monuments eux-mêmes, mais aussi des sépultures[réf. souhaitée] qui montrent un changement majeur dans la société britannique, à savoir l'émergence d'une aristocratie. En effet, la division du travail peut impliquer une répartition des charges inégales, ce qui explique la présence de tombes mieux décorées que d'autres. Il ne faut pas trop vouloir interpréter à partir des tombes et sépultures, mais elles nous indiquent que les gens ont un surplus de temps qu'ils peuvent consacrer aux arts décoratifs qui montrent des premières réflexions sur la mort et la religion[réf. nécessaire]. Cette aristocratie, qu'elle ait gagné son statut social par les armes ou par des connaissances technologiques, peut traduire une certaine stratification de la société.
L'âge de fer est un autre changement qui a eu des répercussions majeures sur la société britannique. L'apparition des oppidums témoigne aussi d'une évolution[Laquelle ?]. L'accroissement de la population, la compétition pour les ressources et la réticence à quitter ses terres pour aller s'installer ailleurs ont augmenté la nécessité de sites fortifiés. Les fortifications et les guerres posent une question importante au sujet de la civilisation britannique : le rôle des invasions. Toute incursion de peuples étrangers doit avoir eu des répercussions sociales, mais jusqu'à nos jours l'invasion[Laquelle ?] est une question sans réponse. Peut-être s'agissait-il d'invasions véritables, d'une immigration, ou peut-être le peuple britannique a-t-il simplement adopté des idées d'ailleurs ; les populations ont pu être tuées, supplantées, intégrées ou l'aristocratie a pu être remplacée, on l'ignore. Ces questions sont en relation avec les changements de culture remarqués chez la culture campaniforme, les Celtes, les Romains et les Anglo-Saxons[pas clair].

## Époque romaine

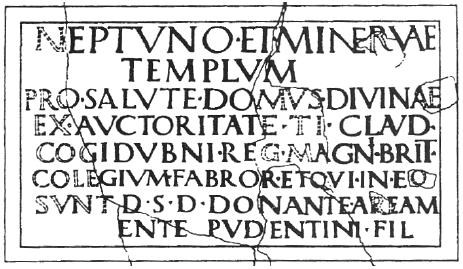
Inscription romaine à Chichester.

L'arrivée des Romains en 54 av. J.-C. n'a probablement pas eu de répercussions immédiates sur la société britannique, puisque seule la classe dirigeante est remplacée, mais nombre d'idées, mineures au début, se sont ancrées au fur et à mesure dans la civilisation britannique. Évidemment, l'Irlande n'est pas touchée de ces changements, cette île n'étant pas occupée par les Romains. Les Romains, Tacite en particulier, nous livrent les premières sources écrites sur l'organisation des tribus britanniques. Ces sources écrites romaines nous donnent des aperçus fascinants de la société britannique pré-romaine, bien que les informations sont disparates, en particulier sur l'importance de femmes puissantes comme Cartimandua et Boadicée. La vie en cité n'a rien de nouveau pour la société pré-britannique, mais c'est le mode de vie privilégié des Romains, bien qu'uniquement certains Bretons romanisés ont ce privilège[pas clair]. La romanisation joue un rôle important dans la stratégie de conquête romaine et les seigneurs britanniques qui adoptent le mode de vie romain sont récompensés ; un bon exemple en est Cogidubnus et son palais romain ultra-moderne à Fishbourne.
La conquête romaine de la Bretagne est rapide ce qui n'empêche cependant pas des rébellions ainsi que des guerres avec la tribu des Calédoniens au Nord, l'armée occupe une place importante dans la vie romano-britannique. Une armée probablement plus large que la majorité des armées des monarques médiévaux offre aux Bretons de pauvre statut social un travail permanent, la possibilité de voir le reste de l'Empire et des récompenses en cas de survie. L'armée amène également des soldats d'ailleurs en Bretagne, de l'Italie et de tous les coins de l'Empire. Pour maintenir leur contrôle sur le pays, les Romains font construire un réseau de routes majeur qui d'une part est un grand projet de génie civil et qui d'autre part forme la base des liens de communication du pays. Les Romains apportent d'autres innovations comme l'écriture et la plomberie. On ignore si ces innovations étaient réservées aux Bretons riches ou étaient peut-être oubliées et redécouvertes à une époque ultérieure. Le dernier changement majeur apporté par les Romains est le christianisme qui a un effet minimal sur la société dans ses débuts, mais qui finit par s'imposer.

## Moyen Âge

### Haut Moyen Âge

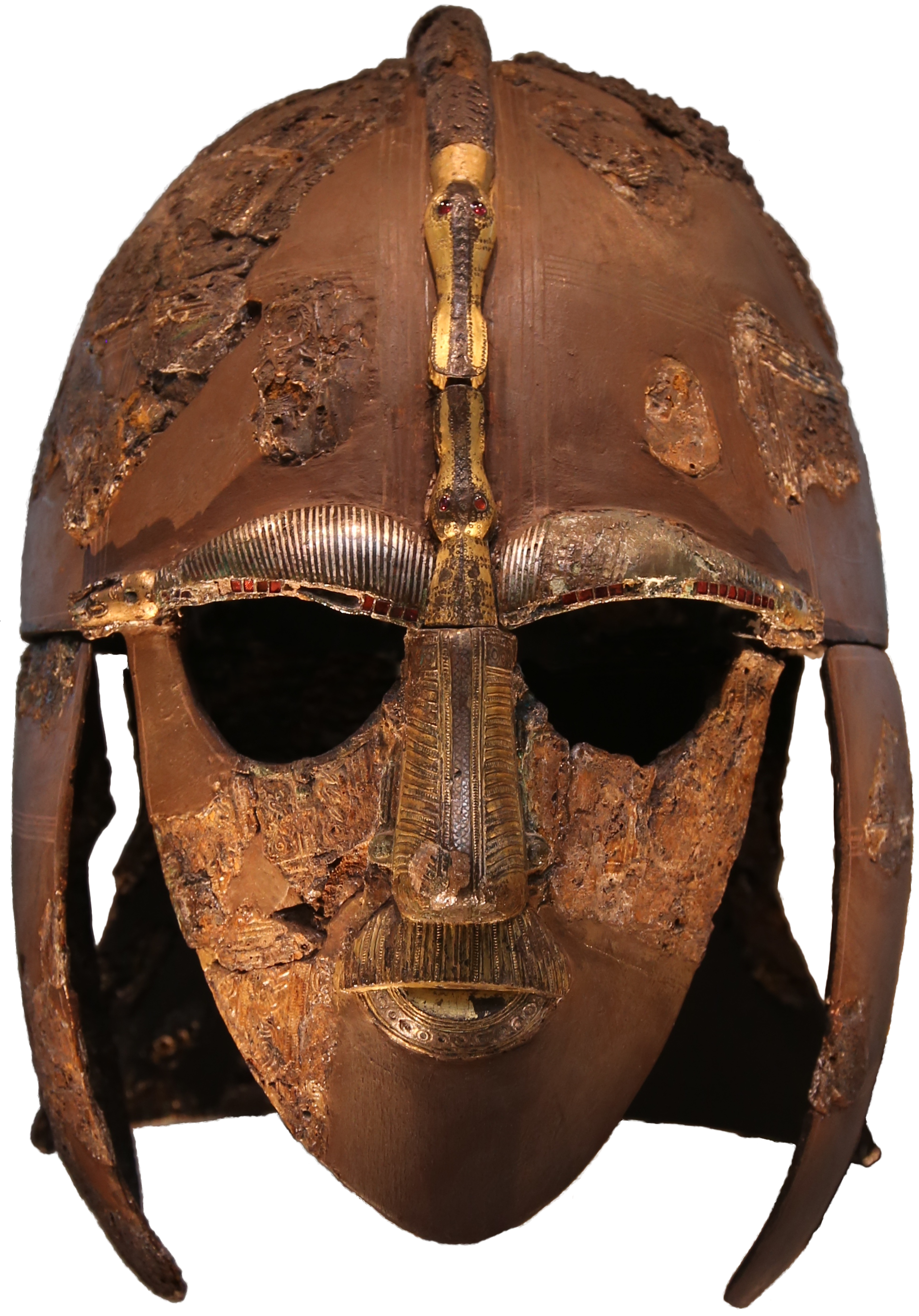
Le casque de Sutton Hoo (VIIe siècle).

La chute de l'Empire romain d'Occident au Ve siècle est souvent synonyme de différends et d'anarchie au sein de la société, mais les événements réels sont difficiles à interpréter. Les sources archéologiques témoignent d'une baisse en objets de luxe et de l'abandon de cités romaines, mais la majorité de la société britannique ne connaissait guère ces privilèges. Bien sûr, de nombreux personnages ont essayé de profiter de la vacance du pouvoir, l'impact sur la société britannique demeure incertain. L'hégémonie romaine cède sa place à des sociétés éclatées souvent rivales. Loin de se considérer comme une petite composante d'un Empire romain plus vaste, ces sociétés préfèrent les petites alliances entre tribus.
L'arrivée des Anglo-Saxons fait encore aujourd'hui l'objet d'intenses discussions et le degré des tueries et intégrations dans la société existante est toujours remis en question. En tout cas, une société anglo-saxonne, qui plus tard deviendra l'Angleterre avec une consonance nettement plus germanique, s'implante au sud-est de l'île. Ces nouveaux arrivants n'ont pas connu la conquête romaine dans leur pays d'origine et leur société ressemble probablement à la société britannique. La différence majeure est le paganisme, que les seigneurs non-saxons du Nord essaient d'éradiquer. Au VIIe siècle, les régions du Nord, la Northumbrie en particulier, deviennent d'importants centres intellectuels avec des monastères semblables à des universités. Des personnages comme Bède le Vénérable marquent la pensée européenne. Au IXe siècle, Alfred le Grand s'intéresse particulièrement à la création d'un peuple lettré et éduqué, encourage le développement de la langue anglaise, jusqu'à écrire des livres lui-même. Alfred et ses successeurs unifient et stabilisent le pays, on lui attribue également la division du pays en Shires, les précurseurs des Counties britanniques.

### Bas Moyen Âge
La féodalité, bien qu'une notion controversée, est souvent utilisée pour décrire la société médiévale. En résumé, un seigneur est le propriétaire d'une terre appelée fief, qu'il loue à un vassal en échange de son service militaire. La majorité de la population se compose de paysans qui travaillent les terres du vassal. Ce système ou un système similaire est la base de la société du Bas Moyen Âge. Le système existe probablement sous l'une ou l'autre forme aux Îles Britanniques bien avant la conquête normande, les Normands essaient à tout prix de l'instituer, soit en remplaçant des Lords existants ou en devenant des Overlords au-dessus des anciens seigneurs. Le Domesday Book est particulièrement riche en informations sur les structures sociales de cette époque.
Après la conquête normande, la société semble ne plus changer pendant des siècles, bien que des changements graduels et significatifs ont toujours lieu, mais qui n'ont des conséquences qu'ultérieurement. Les seigneurs normands parlent le Normand, et pour travailler pour eux et en bénéficier, les Bretons se voient contraints d'utiliser la langue anglo-normande qui se développe en Angleterre. L'Anglo-normand devient la langue administrative et littéraire, cependant la langue anglaise n'est pas supplantée et, enrichie de grammaire et de vocabulaire, tente au fur et à mesure à remplacer la langue des seigneurs. Entre Domesday et le XIIIe siècle, la population a pratiquement doublé, une augmentation qui n'est guère touchée par les croisades et l'anarchie civile occasionnelle.
Les croisades sont un indice du pouvoir croissant de l'Église dans la vie médiévale : les estimations parlent de 40 000 clercs ordonnés au XIIIe siècle[réf. nécessaire]. Les constructions des cathédrales se multiplient à travers toute l'Europe. Souvent, plusieurs générations travaillent à la construction de ces bâtiments qui donnent naissance à des communautés d'artisans ayant un travail à vie.
L'augmentation de la population ne conduit pas uniquement à des villes et localités plus larges, mais également à la construction de villes nouvelles. Cependant, la société rurale majoritaire n'a pas souffert de ces changements, des innovations comme la rotation culturale rendent l'agriculture toujours profitable. Les historiens parlent également d'une petite révolution industrielle (mini-industrial revolution) au XIIIe siècle avec l'utilisation généralisé de l'énergie éolienne et les changements dans l'industrie de la laine. Les rôles et responsabilités de la société augmentent avec le développement de la Common law anglaise, donnant au peuple un accès facilité au droit et en donnant une place au Commons au parlement à l'époque d'Édouard Ier.
Après des décennies de croissance et de changements graduels, un événement séismique change la société de manière dramatique : la peste noire, au XIVe siècle, qui, selon certaines estimations[réf. nécessaire], a provoqué la mort de la moitié de la population britannique.

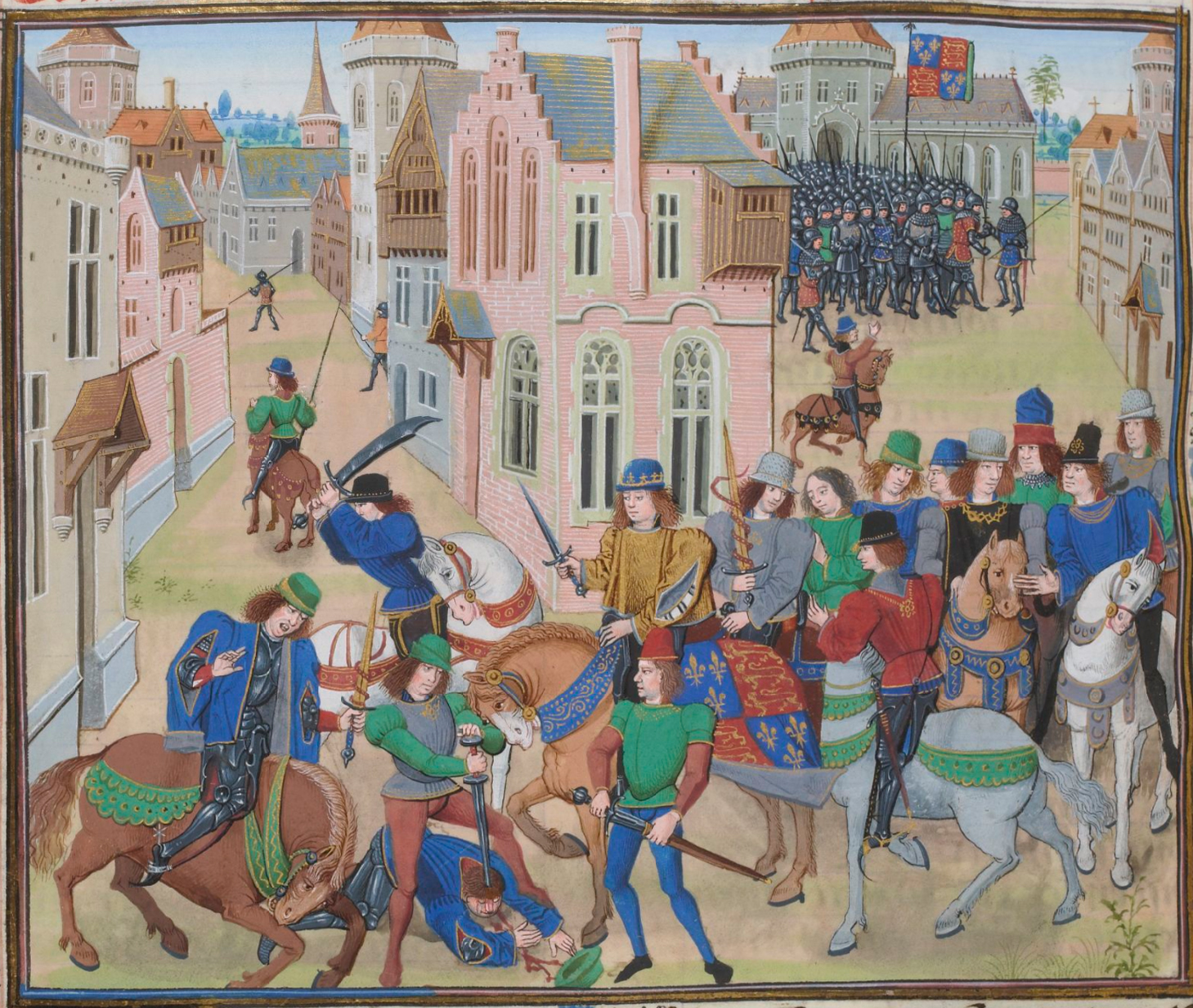
Révolte des paysans : La mort de Wat Tyler, dans les Chroniques de Froissart.

Des villages entiers sont rasés de la carte par la peste, mais, au lieu de détruire la société, elle a contribué à un renouvellement de cette société. Avant l'épidémie de peste, il y avait un excès de main-d'œuvre et l'on se disputait pour les ressources restreintes. La chute de la population a laissé beaucoup de postes vacants et les paysans auparavant attachés à leur fief saisissent l'occasion d'aller s'installer dans les régions qui manquent de main-d'œuvre. Cette mobilité sociale va de pair avec des salaires élevés demandés par les paysans. Cette transformation marque le début du déclin de la féodalité aux Îles britanniques.
La nouvelle liberté des paysans commence à inquiéter les autorités qui votent des lois destinées à fixer un salaire maximum, sans grand effet. Les premières lois somptuaires voient le jour, légiférant les habits et les biens de chaque couche sociale pour renforcer les distinctions sociales. Ces lois, ainsi que la Poll tax nouvellement perçue, mènent directement à la Révolte des paysans en 1381. La révolte est rapidement réprimée, mais laisse des traces en tant que mouvement précoce pour une réforme sociale - un précurseur pour des révoltes ultérieures.
Les Contes de Canterbury, de Geoffrey Chaucer, donnent une image des personnages différents qui forment la société médiévale, bien que ses portraits restent limités aux classes moyennes. La Bourgeoise de Bath est un caractère particulièrement intéressant des Contes, et quelques années plus tard, Margery Kempe montre dans son autobiographie que les femmes jouent un rôle important dans la société médiévale.

## Société des Tudors
La période de la dynastie des Tudors est vue comme une période stable par rapport aux périodes précédentes, qui se caractérisent surtout par une guerre permanente. La Réforme protestante n'a pas uniquement engendré des conflits intérieurs et extérieurs, mais a également des conséquences surprenantes pour la société britannique. Avant la dissolution des monastères, ces institutions jouaient un rôle important pour le bien-être social, en donnant des aumônes et en s'occupant des moins fortunés. Leur disparition signifie que l'état doit prendre en charge ce rôle, ce qui culmine avec la Poor Law en 1601. Les monastères étaient également les centres d'éducation du pays ; après leur disparition, beaucoup d'écoles voient le jour qui — avec l'introduction de l'imprimerie — encouragent l'alphabétisation. À la même époque, cependant, les langues souffrent de l'Acte d'Union de 1536, qui unit le Pays de Galles à l'Angleterre : le gallois n'est plus autorisé dans l'office public.
Les réformes agricoles qui avaient commencé au XIIIe siècle s'accélèrent au XVIe siècle. Le mouvement des enclosures remplace au fur et à mesure les champs ouverts et les gens pauvres n'ont plus accès aux terres. De grands territoires autrefois communs et partagés entre une multitude de gens sont transformés en enclosures par les riches propriétaires, principalement pour l'élevage de moutons très profitable. Ces changements dans le domaine de l'agriculture ont pour conséquence une croissance des villes où les gens sans terres et sans emploi essaient de faire fortune ; une croissance se fait également remarquer dans les banlieues. John Leland (1502–1552), antiquaire royal d'Henri VIII, décrit les banlieues non pas comme un lieu pour entasser les pauvres qui se trouvent à l'écart de la ville, mais comme endroit de vie des classes moyennes qui veulent sortir du centre-ville surpeuplé.
Beaucoup d'occasions se présentent à ceux qui souhaitent améliorer leur statut social. Le commerce des armes devient extrêmement lucratif après des améliorations du haut fourneau et de la poudre à canon. Les sciences, l'art, le commerce et les explorations connaissent un renouveau. William Shakespeare est un bon exemple de cette société croissante, fils d'un simple fabricant de gants, il a réussi — apparemment sans éducation universitaire — à devenir acteur, écrivain et propriétaire d'un théâtre — professions qui n'avaient pas un statut social élevé — et il démontre aussi que la population a l'argent et le temps pour aller au théâtre.

## Société des Stuarts
Si Shakespeare et ses contemporains symbolisent le début d'une vraie mobilité sociale, alors Oliver Cromwell en marque le zénith sans équivalent, même au XXe siècle. Oliver Cromwell est le fils d'un simple paysan qui devient pratiquement roi d'Angleterre sans en porter le titre, et l'effet de la courte expérience républicaine a profondément transformé la société britannique.
La montée de Cromwell est liée aux conflits religieux permanents depuis les Lollards au XIVe siècle. Cependant, ces religieux radicaux et même la Réforme protestante ne semblent pas avoir eu un impact majeur sur la société, et surtout la Réforme a connu une transformation relativement calme par comparaison aux autres pays de l'Europe. Des hérétiques ont été brûlés du temps où les deux factions luttaient pour le pouvoir, mais la vaste majorité des laïcs semblent insensibles et même incertains du côté qu'ils allaient choisir. Ce n'est qu'à l'époque Stuart, quand l'Église d'Angleterre s'est fortement établie, qu'une peur d'un retour au catholicisme commence à causer des problèmes.
La guerre civile anglaise est loin d'être un conflit entre catholiques et protestants, il s'agit plutôt de dissensions au sein du protestantisme. Les puritains austères s'opposent à l'Église anglicane, qui n'est qu'une décadence crypto-catholique à leurs yeux. D'autres divisions se font remarquer entre les commons et la gentry, entre le peuple des villes et le monde rural. La guerre civile est un conflit destiné à altérer toutes les couches sociales et un slogan fréquent de l'époque dit que « the world is turned upside down[réf. nécessaire] ».
En 1648, les Grandees, vainqueurs parlementaires de la guerre, doivent faire face à la duplicité présumée et à l'attitude intransigeante du roi Charles Ier. Les courants radicaux prennent le dessus, la mort du roi est nécessaire pour pouvoir restaurer la paix. En janvier 1649, Charles Ier est déclaré traître et exécuté. Lors de l'Interrègne, il y a deux types de gouvernement majeurs : le Commonwealth et le Protectorate d'Oliver Cromwell. Les deux gouvernements s'appuient sur les mêmes membres de la gentry et les riches commerçants qui avaient déjà occupé le Parlement avant la guerre civile. Pendant les premières années de l'Interrègne, l'ancienne classe dirigeante est menacée dans sa position par d'autres couches sociales. Le groupe le plus important est celui des Niveleurs (Levellers) essayant de niveler la société en abolissant des distinctions sociales. Ils espèrent également établir le suffrage universel pour tous les hommes, des élections régulières et l'abolition de la dîme - pour briser le pouvoir de l'Église établie. La base des Niveleurs est la New Model Army, mais les Grandees arrivent à détruire les dissensions au sein de l'armée. Par cette perte d'influence, les Niveleurs ne sont plus dans l'état de poser une menace pour l'ordre établi. Il existe d'autres groupes radicaux à l'image des Niveleurs - par exemple : les Bêcheux, la Cinquième Monarchie et les Ranters - mais ceux-ci ne peuvent pas rallier beaucoup d'hommes à leurs idées.

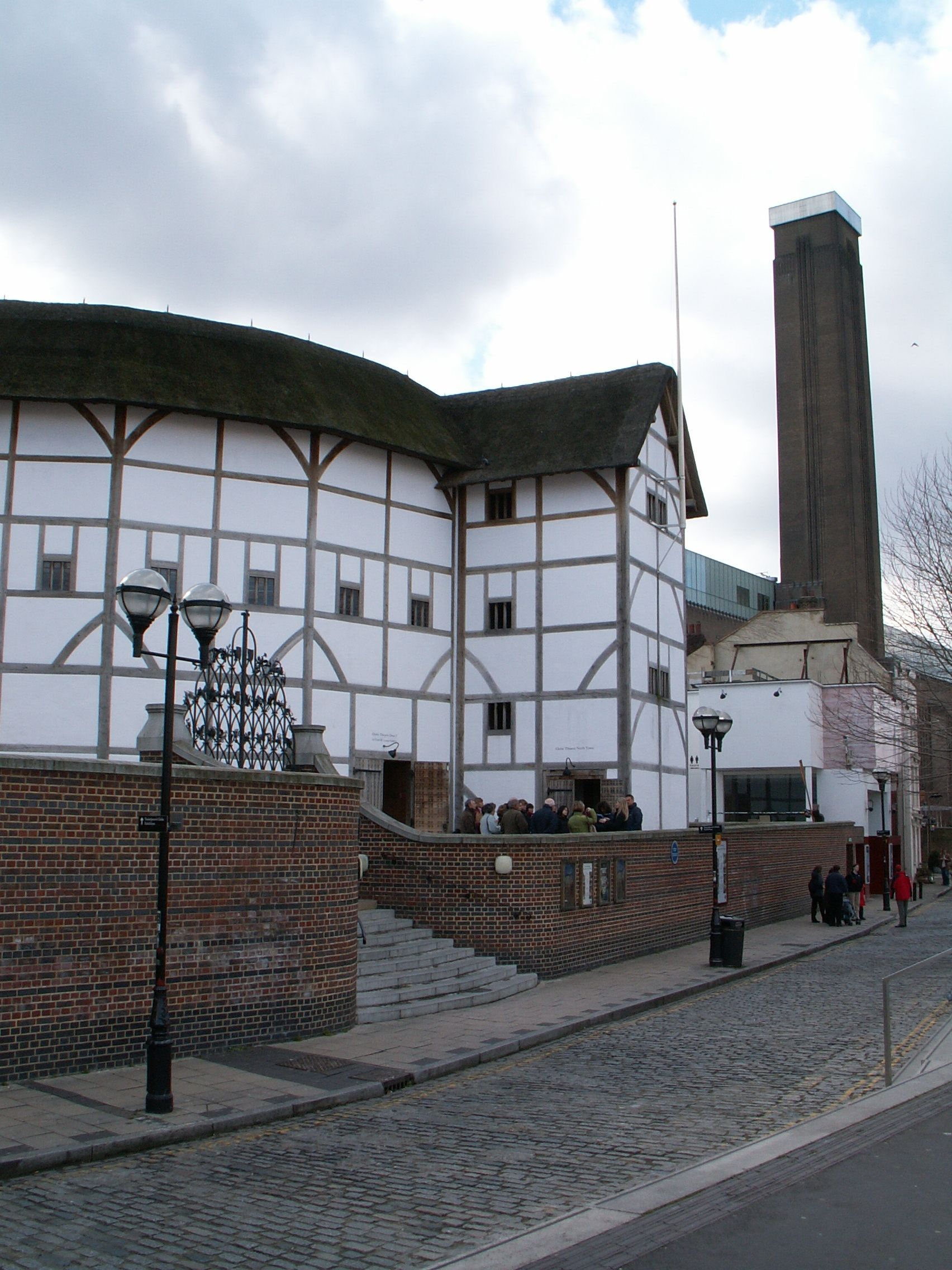
Les théâtres, comme le théâtre du Globe à Londres, sont rouverts à la Restauration.

Le Protectorate, qui précède la Restauration, aurait pu perdurer, si le fils d'Oliver Cromwell, Richard Cromwell, avait su mener une politique identique à celle de son père. Ceci n'étant pas le cas, Richard Cromwell abdique en tant que lord-protecteur, mais les îles Britanniques ne sont pas encore prêtes à devenir une république. George Monck, gouverneur d'Écosse sous les Cromwell, institue un gouvernement militaire après l'abdication du jeune Cromwell en 1659, pour ensuite entamer des négociations avec Charles II en exil. La déclaration de Breda a préparé le terrain pour une restauration monarchique et le retour de Charles II le 23 mai 1660. Le 29 mai, la monarchie est restaurée à Londres.
Au bout de dix ans sans roi véritable, la transition se fait rapidement et sans événements majeurs. La société aurait pu accepter une limitation des pouvoirs du monarque, mais ce qu'elle n'a pas supporté du tout était le mode de vie puritain imposé les dernières années. Les puritains avaient interdit le jeu de hasard, le combat de coqs, le théâtre et même Noël. L'arrivée de Charles II — dit « the Merry Monarch » — apporte un soulagement après les guerres et l’austérité. Le théâtre renaît en Angleterre ainsi qu'une mode coûteuse comme la perruque et des biens de luxe de toutes parts. L'Empire britannique a connu une grande expansion depuis le XVIe siècle et l'on importe du sucre et du café des Indes orientales, du thé de l'Inde, des esclaves d'Afrique. Sucre, café et thé font partie des besoins quotidiens de la population de Londres.
À la fin de l'époque Stuart, on estime[réf. nécessaire] qu'un Britannique sur neuf vit à Londres et, en tant qu'important port commercial, des marchandises coûteuses y sont accumulées. Les cafés deviennent les centres de la vie sociale. L'anthropologue Alan Macfarlane suggère que le thé a également joué un rôle dans la grandeur britannique grâce à ses qualités antiseptiques, permettant aux gens de vivre ensemble en les protégeant d'infections et rendant ainsi possible la révolution industrielle. Ces produits peuvent être considérés comme les débuts d'une société de consommation qui, en encourageant le commerce et en apportant des développements et biens de luxe à la société, a également agrandi le fossé entre riches et pauvres.
Au début de l'époque Stuart, Jacques Ier autorise une nouvelle traduction de la Bible connue sous le nom de Bible du roi Jacques ou Version autorisée. L’événement est important, non seulement parce que la traduction sépare nettement les Églises anglicanes et catholiques, tout comme le Livre de la prière commune l'avait fait 50 ans plus tôt, mais aussi parce que le texte standard a influencé la littérature anglaise, la langue et la pensée pour des siècles à venir. Les journaux, une invention récente, deviennent des outils important dans le discours social et les diaristes de l'époque comme Samuel Pepys ou John Evelyn figurent parmi les meilleures sources dont on dispose pour l'étude de la société de la Restauration.

## Société georgienne
L'époque georgienne inclut la durée des règnes des rois George Ier, George II, George III et George IV, ainsi que la période de la régence anglaise.

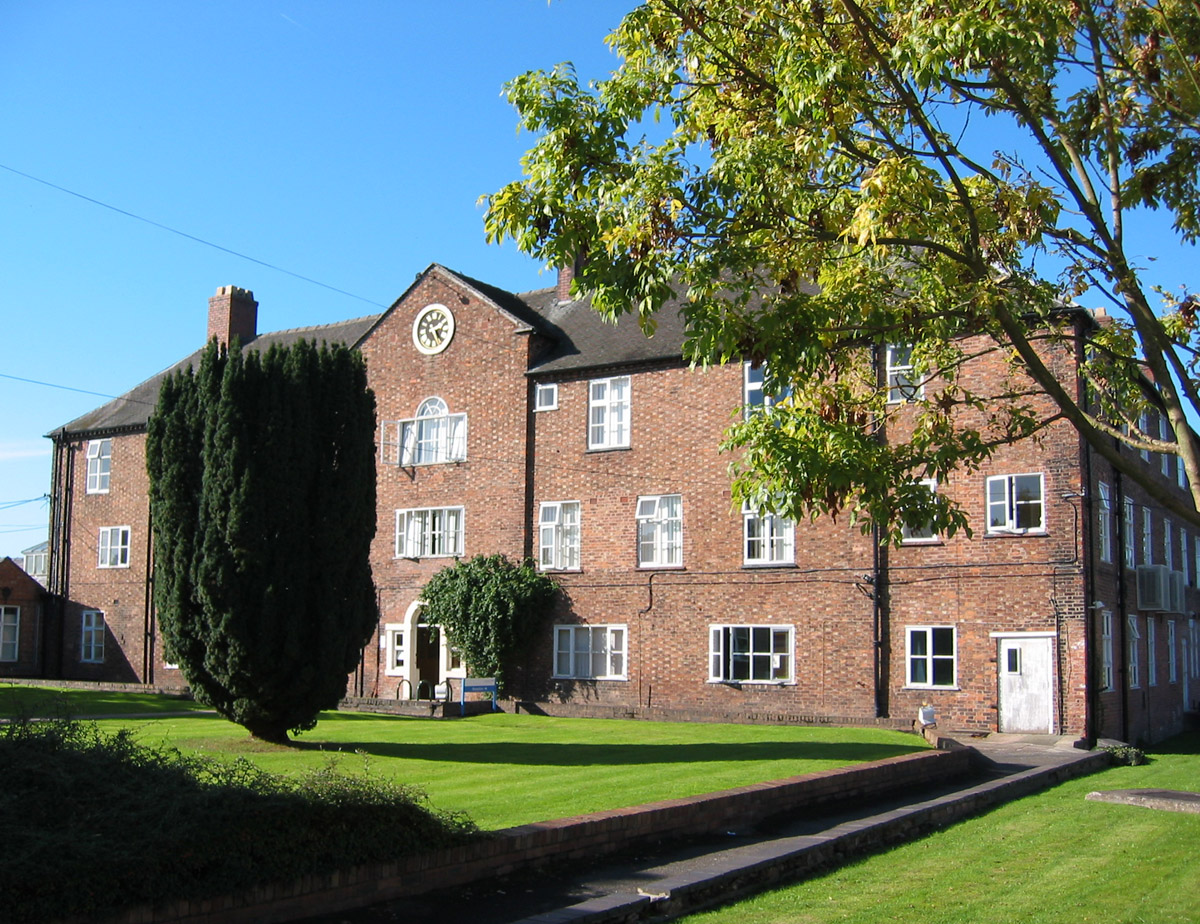
Un foyer de travail près de Nantwich.

La société des Stuart prend fin avec la Glorieuse Révolution, peut-être pas si glorieuse, mais qui montre que le pouvoir du roi n'a pas récupéré des limitations de la guerre civile et se trouve toujours sous l'obligation de l'état. Une des premières actions de Guillaume III après son avènement au trône est de signer l'Acte de tolérance en 1689, qui garantit la liberté religieuse à nombreuses sectes protestantes qui s'étaient formées à l'époque de la guerre civile. Les baptistes, congrégationalistes, méthodistes, Ranters et quakers ont le droit de célébrer leur culte ouvertement, bien que beaucoup de ces groupes avaient déjà saisi l'occasion de l'empire en expansion pour s'installer dans les colonies.
Le début de la révolution industrielle peut déjà être daté du XVIe siècle, bien qu'elle n'atteint son zénith qu'au XIXe siècle et la forme sous laquelle elle se présente à l'époque georgienne comme une révolution agricole. Avec les développements technologiques comme le semoir de Jethro Tull qui a permis de plus grands rendements, le mouvement des enclosures qui a changé la société rurale depuis le Moyen Âge, ne peut plus être arrêté. Beaucoup de gens se retrouvent sans travail et sont contraints de quitter les terres, ce qui, pour eux, qui dans la plupart des cas, n'avaient aucune compensation, signifie d'entrer aux foyers de travail ce qui engendre une méfiance profonde de la loi. Des critiques de la part de l'Église n'arrêtent pas le processus et la nouvelle mécanisation introduite requiert des champs nettement plus larges — l'aperçu des campagnes britanniques avec les grands champs délimités par des haies que l'on peut voir aujourd'hui. Les gens pauvres déménagent en ville à la recherche de travail ce qui accroît non seulement les grandes villes déjà établies mais également les petites localités telles Manchester, Sheffield et Leeds qui se développent en villes simplement par leur population.
L'Écosse, faisant récemment partie du Royaume-Uni depuis l'Acte d'Union de 1707, est également touchée par les développements de l'agriculture. Les Lowland Clearances changent le visage du sud de l'Écosse et cinquante années plus tard, le nord souffre des Highland Clearances. Les dégagements au Nord sont surtout entrepris pour des raisons politiques et l'échec de la rébellion jacobite. Les Highlands vivent d'une agriculture de subsistance depuis des siècles qui disparaît au profit d'élevages de moutons. Beaucoup d'Écossais soit s'installent dans les grandes villes ou choisissent l'émigration.
Malgré les changements et innovations de l'époque géorgienne, la période est cependant assez stable en comparaison avec le reste de l'Europe. La politique de la Révolution française n'engendre guère d'étincelles dans la société britanniques et la pertes des colonies américaines n'affaiblit pas énormément l'Angleterre. Une partie de la stabilité économique doit être attribué aux richesses gagnées lors de la colonisation de l'Inde. L'adoption de mesures politiques plus radicales est souvent expliquée par la croissance du Méthodisme parmi les classes pauvres et ouvrières de la société, ils préfèrent des révolutions plus spirituelles aux révolutions physiques. Un autre facteur de stabilité est la guerre civile du XVIIe siècle qui continue d'influencer la vie, la peur d'une nouvelle révolution dévastatrice est grande et empêche des actions dans cette direction.

## Société victorienne

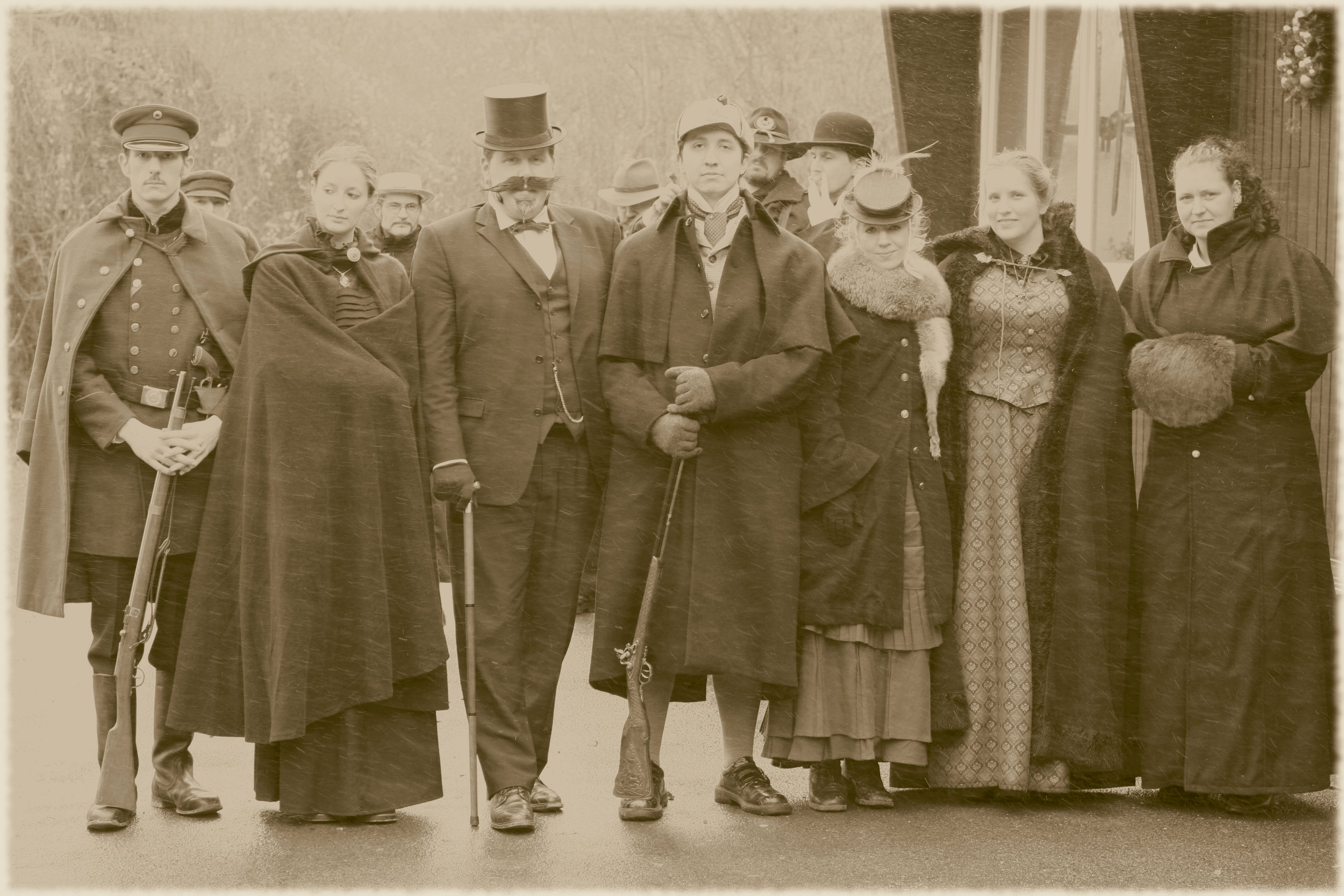
Photo noir et blanc d'une reconstitution costumée de l'époque victorienne, jeu de rôle effectué en 2006. L'expression Gaslight, correspondant à l'éclairage public au bec de gaz, est devenue synonyme de la période.

L'époque victorienne au Royaume-Uni marque l'apogée de la révolution industrielle britannique ainsi que celle de l'Empire britannique. 
Les changements sociaux à l'époque victorienne sont étendus et fondamentaux dans le sens où, d'un point de vue géographique, ils ne touchent pas uniquement les Îles britanniques mais tous les domaines sous domination britannique au XIXe siècle. On peut même avancer l'argument que beaucoup des changements du XIXe siècle sont les précurseurs des mutations du XXe siècle. La technologie de la révolution industrielle a un grand impact sur la société. Les inventions n'introduisent pas uniquement des nouveaux emplois, les produits et services nouveaux changent également la société. Le travail dans les mines pour extraire du charbon et d'autres matières premières nécessaires à la révolution industrielle est une industrie à part toute nouvelle et, avant 1842, même les femmes travaillent dans les mines.
Les écrits de deux grands auteurs britanniques, Jane Austen et Charles Dickens montrent bien les différences entre les modes de vie de l'époque georgienne et l'époque victorienne. Les deux auteurs sont fascinées par le peuple, la société et les détails de la vie de tous des jours mais chez Jane Austen, les gens pauvres sont pratiquement absents, principalement parce qu'à cette époque, les pauvres vivaient surtout en campagne, absents des pensées des classes moyennes. Quelques années plus tard, les pauvres sont le sujet pour Dickens qui a partagé partiellement leur sort. À l'époque victorienne, les pauvres font partie de la société urbaine et leur existence ne peut plus être ignorée. L'industrialisation rapporte des bénéfices énormes aux entrepreneurs et leur succès sont en contraste d'une part avec les laboureurs des champs qui se trouvent en compétition avec les produits importés, et avec l'aristocratie d'autre part, la possession de territoires devient moins importante que les richesses accumulées par les hommes d'affaires. C'est à cette époque que le système des classes commence à s'établir. Probablement inspiré du système de castes plus complexes de l'Inde récemment colonisée, le système des classes britannique crée une hiérarchie complexe qui différencie entre les riches et nouveaux-riches, le monde rural et le monde urbain etc. Pendant les années de famine postérieures à 1815, 12 % environ du Produit intérieur brut (PIB) revenaient en tant qu’intérêt aux détenteurs de la dette nationale.
Les classes possédantes étaient convaincues que toute tentative de réduire la pauvreté fragiliserait ce modèle de société. Si les pauvres pouvaient obtenir quelque revenu sans travailler, ils deviendraient « oisifs, fainéants, malhonnêtes et bons à rien », ils perdraient toute habitude de « prudence, de respect de soi et de tempérance » et développeraient une « mentalité de paresse et d'insubordination ». La nouvelle loi sur les pauvres édictée en 1834 limite les aides à ceux qui étaient prêts à être enfermés dans des workhouses assez semblables à des prisons.

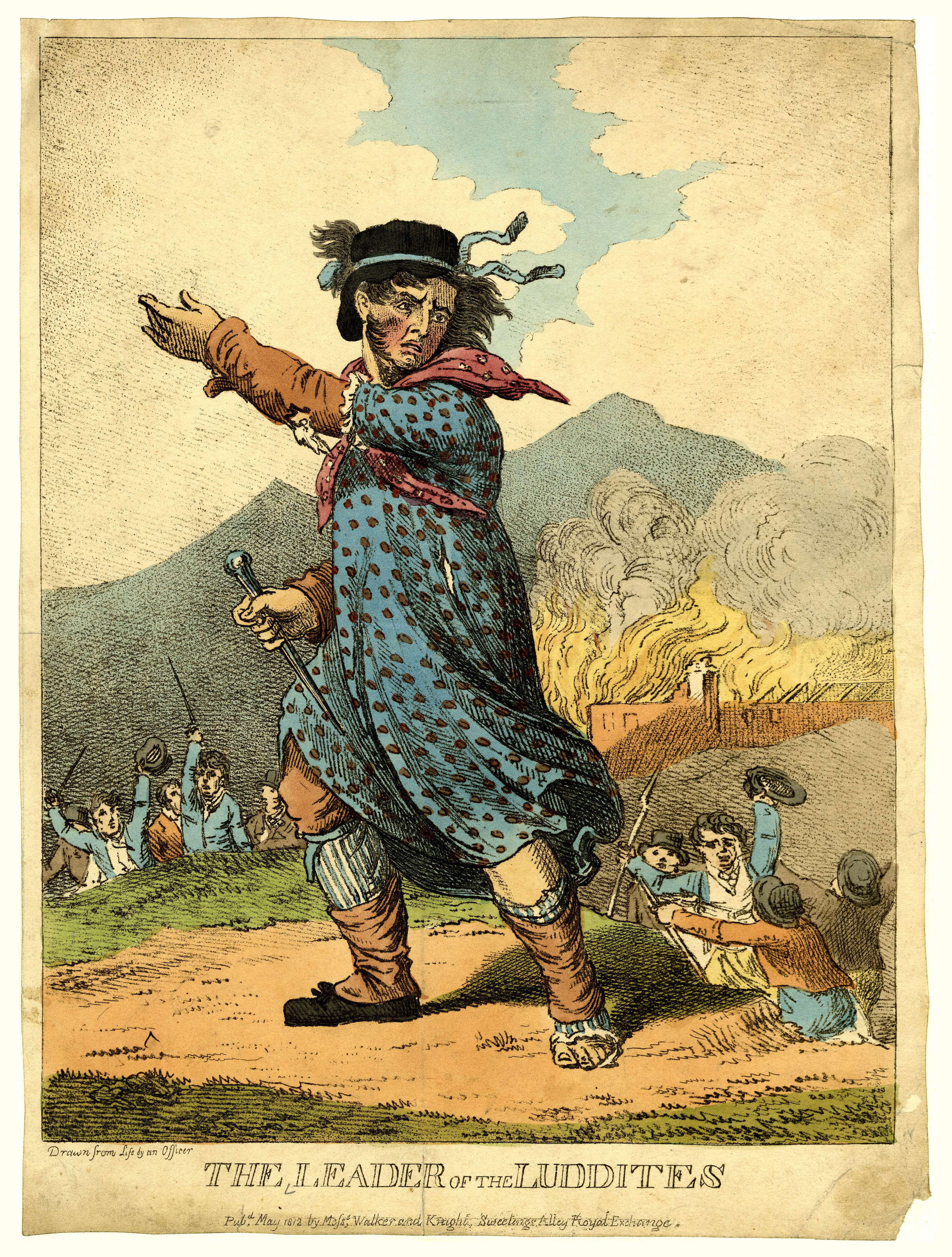
Le chef des Luddites, gravure anglaise de 1812.

Les méthodistes de John Wesley terminent leur campagne pour l'abolition de l'esclavage avec succès en 1807 et la Grande-Bretagne commence à exporter ces idées nouvelles, alors qu'en même temps, l'engagisme est toujours à l'ordre du jour, même au cœur de l'Empire. Parmi les premières attaques contre l'industrialisation figurent les destructions de machines par les Luddites ; cependant, leurs destructions ne sont pas à mettre en relation avec la condition de l'ouvrier mais plutôt à cause de la production en masse du lin à un coût moins élevé que les tissus faits à main. L'armée est appelée à intervenir dans les régions ayant une forte activité luddiste, comme Lancashire et Yorkshire, et à une certaine époque, il y a plus de soldats qui combattent les Luddites en Grande-Bretagne que Napoléon en Espagne. Les conditions dangereuses des fabriques victoriennes et des communautés aux alentours sont discutées et les ouvriers se réunissent en syndicats pour améliorer leurs conditions de travail. 
La fin des guerres napoléoniennes en 1815 a eu pour conséquence des périodes de famine et de chômage chroniques qui étaient exacerbées par l'introduction des Corn Laws. Le 16 août 1819, un rassemblement ouvrier réunit près de soixante mille personnes pour réclamer l'établissement du suffrage universel. Sur ordre des magistrats, la marche est réprimée par la milice montée (la Yeomanry), avec l’aide de l’armée régulière. Au cours de la charge, 16 à 18 personnes sont tuées et plus de 650 blessées, dont environ un quart sont des femmes. Le « massacre de Peterloo » est depuis lors considéré comme l'un des évènements fondateur de l'histoire ouvrière britannique.
Le gouvernement se méfie des premiers syndicats, et essaie de les bannir de différentes manières. L'affaire la plus connue est celle des martyrs de Tolpuddle qui sont déportés en Australie. Le verdict est remis en question et ils sont libérés peu de temps après, mais les syndicats sont toujours menacés par le gouvernement. Les syndicats ne deviennent légaux qu'en 1868 après la création du TUC et le vote du Trade Union Act de 1871. Beaucoup de textes législatifs sont votés pour améliorer la condition de l'ouvrier dont le Ten Hours Act (1847) et le Factory Act en 1901.
La lutte ouvrière connut différentes phases : de grandes grèves, une agitation pour le suffrage universel dans les années 1830-1832, des assauts sur les workhouses après 1934, des protestations contre la mise en place de forces de police destinées à surveiller les quartiers ouvriers, etc. Le mouvement avait aussi ses journaux, comme le Black Dwarf et le Poor Man's Guardian,  dont les propriétaires subissaient de fréquentes arrestations. Le gouvernement fit adopter dans les années 1820 six nouvelles lois qui restreignirent encore davantage la liberté d'expression et qui alourdissaient l’impôt sur la presse (une façon de mettre les journaux progressistes hors de portée des ménages ouvriers).
Ces mouvements convergèrent à la fin des années 1830 pour fonder le mouvement chartiste  En 1838-1839, de centaines de milliers de travailleurs assistèrent aux meetings au cours desquels le programme chartiste était débattu et présenté. Des dizaines de milliers d'entre eux entreprirent de s'entrainer dans l'attente d'une hypothétique insurrection populaire. Le gouvernement était suffisamment inquiet pour envoyer l'armée dans les secteurs industriels, et Newport, au Pays de Galles, fut le théatre d'une tentative de soulèvement armé. Puis, en 1842, se produisit la première grève générale du pays ; les ouvriers allaient d'une usine à l'autre, éteignirent les hauts fourneaux, cherchant à étendre leur action.

### Innovations et progrès
Un développement important de l'ère victorienne est l'amélioration des liens de communication. Les diligences, les canaux, les bateaux à vapeur et surtout les chemins de fer permettent aux gens et aux marchandises de circuler partout dans le pays, en facilitant le commerce et l'industrie. D'autres innovations plus tardives comme la photographie, le cinéma, le télégraphe, le téléphone, les automobiles et l'aéronef n'ont pas uniquement un impact sur la communication mais influencent également les loisirs. Beaucoup de gens prennent le train pour visiter la côte et le Bank Holiday Act de 1871 fixe des jours fériés pour tous les secteurs de la société. Des voyageurs en grand nombre font des petits villages de pêcheurs comme Worthing, Brighton, Morecambe et Scarborough d'importants centres touristiques et des personnages comme Thomas Cook voient dans le tourisme — en Grande-Bretagne et outre-mer — une occasion lucrative. Les trains influencent la vie de tous les jours, toutes les horloges en Grande-Bretagne sont réglées selon l'« heure du train ».

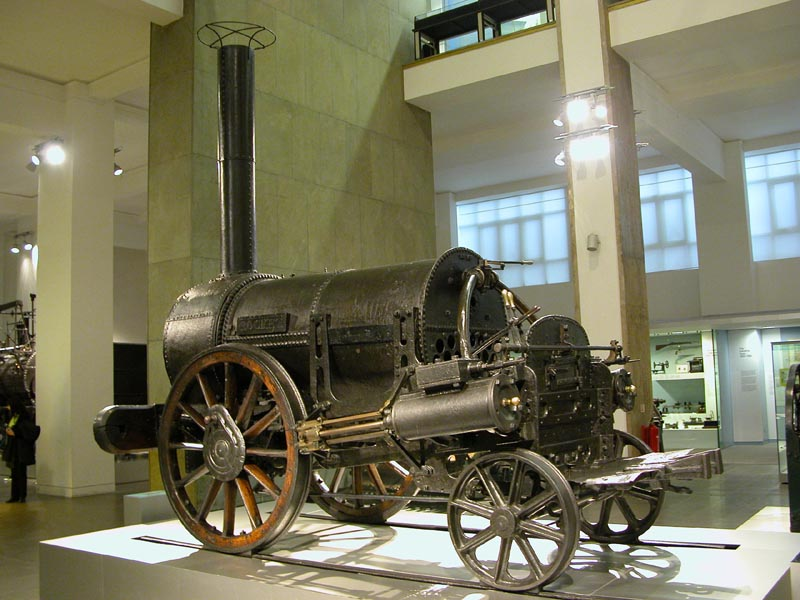
Le chemin de fer améliore les liens de communication et change la société de manière dramatique.

Des bateaux à vapeur comme le Great Britain et le Great Western généralisent les voyages internationaux et font avancer le commerce de manière telle que l'on importe également des denrées essentielles comme le maïs d'Amérique et de la viande d'Australie. Le Penny Black, le premier timbre postal, fixe des prix standards sans tenir compte des distances.
Les Victoriens sont impressionnés par les sciences et le progrès et ont le désir d'améliorer la société de la même manière qu'on peut améliorer les technologies. La ville-modèle de Saltaire est fondée, parmi d'autres, en tant qu'environnement planifié en tenant compte d'une bonne hygiène ainsi que des institutions civiques et éducatives. Cependant, le manque d'un pub crée des différends. Des mesures d'hygiène similaires sont entreprises dans d'autres villes grâce aux actes sur la santé publique de 1848 et 1869 et le savon est le produit principal représenté par le nouveau phénomène de la publicité. Les Victoriens essaient également d'améliorer les conditions de vie par la création d'associations caritatives comme l'Armée du salut, l'RSPCA et la NSPCC. À la même époque, des personnages comme Florence Nightingale essaient de réformer la vie publique. Une autre institution nouvelle sont les « Peelers » de Robert Peel, une des premières forces policières.
La reine Victoria est probablement l'une des femmes les plus puissantes sur le trône britannique depuis Élisabeth Ire mais son statut n'a pas amélioré la position de la femme dans la société. Beaucoup de mouvements luttent pour plus de droits pour les femmes, mais le droit de vote devra attendre jusqu'au XXe siècle. Le Married Women's Property Act de 1882 garantit aux femmes le droit sur la propriété en cas de mariage, et il n'y a donc aucune crainte d'un divorce en pauvreté bien que le divorce soit encore peu courant au XIXe siècle. 
Dans les années 1850, la classe dirigeante britannique commence à craindre que les futures réserves de main d’œuvre ne viennent à diminuer. En 1871, les inspecteurs britanniques de la loi sur les pauvres signalent : « Il est bien établi qu'aucun garçon des classes pauvres qui a grandi en ville, en particulier à Londres, n'atteint [...] la taille de quatre pieds dix pouces et demi [1,48 m] ou un tour de poitrine de 29 pouces [73 cm] à l'age de quinze ans. Un certain rachitisme est caractéristique de cette race ». Ainsi, quelques loi vinrent réguler les heures de travail des enfants et interdirent l'emploi des femmes dans les secteurs les plus susceptibles de compromettre leur fécondité.

## XXesiècle

### Guerre et dépression
Il manquait 120 000 logements en Grande-Bretagne en 1913, et une grande partie de ce qui existait était nettement de qualité inférieure.
16 % de la population britannique vivaient dans la pauvreté, et une extrême pauvreté. 
Il y avait 200 000 élèves du secondaire en Grande -Bretagne cette année-là.
Les idées et idéaux victoriens sont repris au début du XXe siècle et ce n'est que la Première Guerre mondiale qui apporte des changements. L'armée n'a traditionnellement jamais été un grand employeur de la nation et l'armée régulière compte 247 432 hommes au début de la guerre[réf. nécessaire]. 
Le déclenchement de la guerre va voir une certaine unité nationale s'esquisser : la majorité du parti travailliste et la majorité du mouvement pour les droits des femmes, par exemple, vont soutenir la guerre. Néanmoins, seulement la moitié des soldats sera composé de volontaires - l'autre moitié sera obligée par les lois votées en 1916.
En 1918 environ cinq millions de Britanniques combattent dans l'armée et la Royal Air Force récemment créée de l'RNAS et du RFC a la même taille que l'armée avant la guerre. Les victimes estimées à trois millions sont connues sous le terme de génération perdue et ces nombres ont eu un impact sur la société. Certains gens partagent l'avis que leur sacrifice n'est pas apprécié en Grande-Bretagne et des poèmes comme Blighters de Siegfried Sassoon critiquent le jingoïsme du front intérieur. La conscription réunit des gens de différentes origines sociales et géographiques, un mélange qui accélère les changements sociaux après la guerre.

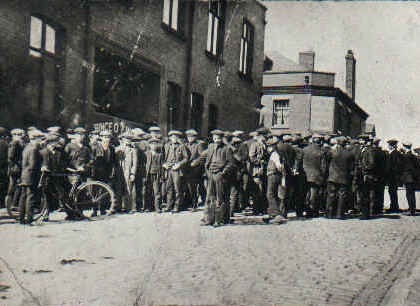
La grève générale de 1926 : des mineurs de Tyldesley se rassemblent devant le Miners Hall.

Les réformes sociales du XIXe siècle continuent avec la formation du parti travailliste en 1900, qui se réjouit de son premier succès majeur aux élections de 1922. Lloyd George dit qu'après la Première Guerre mondiale, « la nation se retrouve dans un état fondu » et son Housing Act de 1919 met en place le council housing qui permet aux gens de quitter les bidonvilles des centres-villes victoriens. Les bidonvilles existent encore pour quelques années et les tramways sont électrifiés avant les maisons. Le Representation of the People Act de 1918 garantit aux femmes le droit de vote, un suffrage égal n'est cependant atteint qu'en 1928.
Après un boom après la guerre, le monde entier plonge dans la dépression. L'Angleterre et le Pays de Galles sont le plus touchés avec un taux de chômage de 70 % dans certaines régions. La grève générale est lancée par les mineurs qui voient leurs salaires baisser, mais la situation ne s'améliore guère et la grève est souvent vue comme le début du lent déclin de l'industrie de charbon britannique. En 1936 deux cents chômeurs vont de Jarrow à Londres pour montrer la situation difficile des pauvres industriels, mais la marche de Jarrow n'a qu'un pauvre impact et les perspectives industrielles ne s'améliorent qu'avec la prochaine guerre. Le roman Le Quai de Wigan de George Orwell montre une vue d'ensemble des difficultés du temps.
La Seconde Guerre mondiale est parfois vue comme simple continuité de la guerre précédente après une brève période de paix, mais les conflits sont d'une différence significative, en particulier pour la société britannique. La guerre débute avec la drôle de guerre avec beaucoup de menaces mais peu d'actions concrètes, cependant, des milliers d'enfants sont évacués à la campagne. Dix fois plus sont évacués en 1939 quand les troupes sont envoyés en corps expéditionnaires en France, beaucoup d'entre eux retournent en Angleterre quelques mois plus tard et restent dans les villes jusqu'à la fin de la guerre. Il n'y a eu que la moitié des victimes militaires en comparaison avec la Première Guerre mondiale mais les innovations de la guerre aérienne augmentent les victimes civiles et une guerre à l'étranger semble néanmoins très proche. Dans les premières années de la guerre, dans lesquelles la Grande-Bretagne se retrouve « seule », des idées nouvelles comme le « Blitz spirit » ou la campagne « Dig for Victory » unissent la nation. La concentration sur l'agriculture pour nourrir la nation est pour quelques gens leur première introduction à la campagne et les femmes — comme les « Land Girls » — jouent un rôle important dans l'effort de guerre. 500 000 femmes se retrouvent parmi les forces armées et même la princesse Élisabeth, future reine, reçoit un entraînement en tant que conductrice de camion. Dans la mesure où ces femmes ont fait le travail d'homme dans les usines — les hommes étant partis au front — leur donne une liberté qui peut être vue comme un précurseur de la révolution sexuelle.

### Seconde partie duXXesiècle
La victoire du Parti travailliste après la Seconde Guerre mondiale est vu comme le vote des soldats retournant en Grande-Bretagne pour leurs droits présumés après avoir rendu service à leur pays. La réforme la plus importante est la création du National Health Service le 5 juillet 1948. Le service promet des soins indifférents du salaire du berceau jusqu'au tombeau pour toute la population. Le rationnement introduit pendant la guerre est étendu à l'après-guerre — avec un rationnement du pain de 1946 à 1948, la confiserie reste rationnée jusqu'en 1954. Le rationnement est bénéfique aux plus pauvres, la diète rationnée étant plus nutritive que les repas qu'ils consommaient avant la guerre. Après la Seconde guerre mondiale, il y a eu un boom économique identique à celui d'après la guerre de 1914 suivi d'une baisse économique dans les années 1950, appelée les « années austères ».

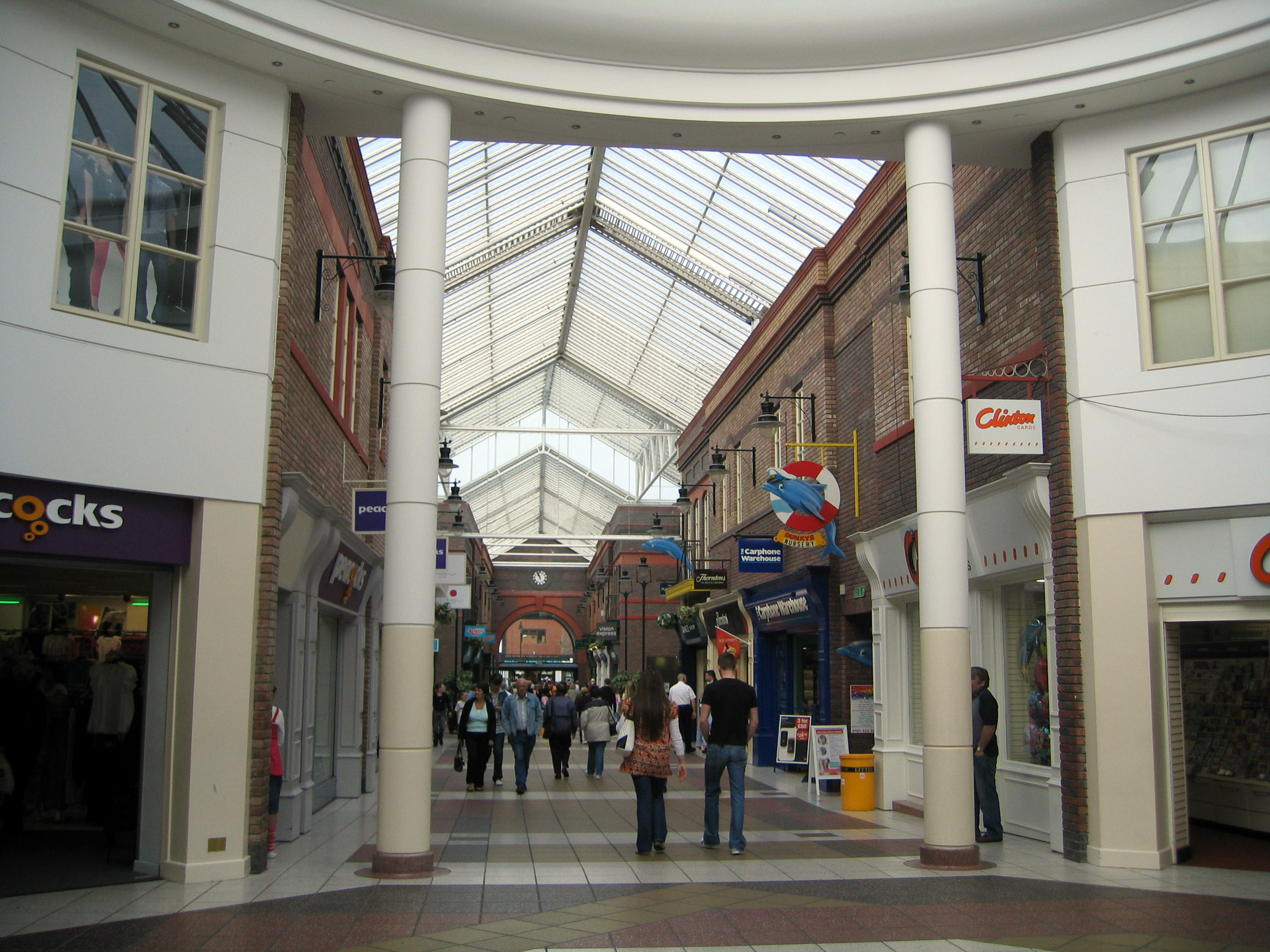
Les centres commerciaux remplacent les petits marchés traditionnels.

Les loisirs sont de plus en plus accessibles à un grand nombre après la guerre. Les camps de vacances inaugurés dans les années 1930 deviennent très populaires dans les années 1950 — d'autant plus que les gens ont plus d'argent à dépenser pour leurs loisirs. Le service télévisé de la BBC est poussé en avant par la transmission du sacre d'Élisabeth II en 1953 avec une audience estimée à vingt millions[réf. nécessaire] qui donne une impulsion aux gens d'acheter des télévisions. À la même époque, d'autres biens de consommation nouveaux arrivent dans les foyers, les maisons sont souvent hypothéquées. Les marchés traditionnels sont remplacés par des chaînes de magasins et des centres commerciaux, la publicité se généralise. Les voitures prennent une place importante dans la vie de tous les jours, avec une accumulation aux centres-villes, et des maisons sont construites le long des routes principales. Ces développements mènent à l'idée d'une ceinture verte pour protéger la campagne de l'urbanisation.
Les années 1960 sont souvent vu comme un temps de grand décalage dans les attitudes. Un événement notable est la publication de L'Amant de lady Chatterley de D. H. Lawrence par Penguin Books en 1960. Malgré une première publication en 1928, le livre de poche accessible à tout le monde de 1960 mène droit au tribunal. La question du procureur, « Voudriez-vous que votre épouse ou vos domestiques lisent ce livre ? » montre de quelle manière la société a changé et que ces changements n'ont pas été remarqués par quelques-uns. Le livre est vu comme un des premiers événements dans un processus de relaxation générale des attitudes sexuelles. Parmi d'autres éléments de la révolution sexuelle on retrouve un développement de la pilule, la minijupe de Mary Quant et la légalisation de l'homosexualité en 1967. Les divorces et avortements augmentent et le mouvement pour la liberté des femmes resurgit et obtient l'Equal Pay Act ainsi que le Sex Discrimination Act en 1975.
Les années 1960 voient une critique croissante de l'« Establishment », la satire offre aux gens les moyens d'attaquer leurs aînés. La musique pop devient la forme d'expression dominante de la jeunesse et des groupes comme les Beatles et les Rolling Stones deviennent les leaders de la culture de jeunesse. Les sous-cultures des mods, des rockers, des hippies et des skinheads deviennent de plus en plus visibles.
Des réformes du système éducatif éliminent les grammar schools. La montée des Comprehensive Schools vise à établir un système éducatif plus égalitaire et le nombre des jeunes qui s'engagent dans des études supérieures augmente.
Dans les années 1950 et 1960, le Royaume-Uni rencontre une vague d'immigration, pour la plupart des anciennes colonies britanniques — des Caraïbes, de l'Inde, du Pakistan — qui se heurte à un racisme local. Des prévisions avaient été faites au sujet de l'impact des nouveaux arrivants sur la société britannique, la plus fameuse étant le Rivers of Blood speech d'Enoch Powell et les tensions débouchent sur des émeutes raciales. À plus long terme, beaucoup de gens de cultures différentes se sont intégrés dans la société britannique, certains même dans des positions élevées.
Un changement important des années 1980 est le fait que les gens peuvent acheter leur council house, plus de gens deviennent des propriétaires dans cette société de dépositaires. À la même époque, Margaret Thatcher affaiblit les syndicats de salariés. L'entrée du Royaume-Uni dans la Communauté européenne en 1973 renforce la liaison du pays avec les autres membres, les relations entre Royaume-Uni et Union européenne restent cependant un sujet à discuter. Les mouvements écologiques des années 1980 réduisent l'agriculture intensive et font campagne pour une agriculture biologique pour la préservation des campagnes.
L'observance religieuse a diminué de manière notable au XXe siècle, malgré la croissance des religions non-chrétiennes des immigrants. En particulier, l'assistance aux services de l'Église d'Angleterre connaît une forte diminution, cependant on l'ignore si ces changements ont eu des répercussions sur la spiritualité personnelle des Britanniques. Le mouvement Keep Sunday Special semble avoir perdu la bataille, la société évolue vers une société de 24 heures avec les changements de travail et de vie conséquents.

## Sources
- (en) Cet article est partiellement ou en totalité issu de l’article de Wikipédia en anglais intitulé « History of British society » (voir la liste des auteurs).
- (en) Asa Briggs, A Social History of England, Weidenfeld and Nicolson, Londres, 1983,  (ISBN 0-29-778074-3).
- (en) G. M. Trevelyan, English Social History: A Survey of Six Centuries from Chaucer to Queen Victoria, Penguin Books Ltd., 1967,  (ISBN 0-14-020860-7)
- (en) Roy Strong, The Story of Britain, Hutchinson, Londres, 1996,  (ISBN 1-85-681099-2)

### Sites internet
- (en) Did tea and beer make Britain great ? d'Alan Macfarlane, professeur d'Anthropologie à Cambridge.
- La Civilisation britannique Les principaux aspects de la civilisation britannique aujourd'hui.